# Костёл Пресвятой Троицы (Забрезье)
Костёл Пресвятой Троицы — каменный католический храм в деревне Забрезье Валожинского района Минской области.

## История

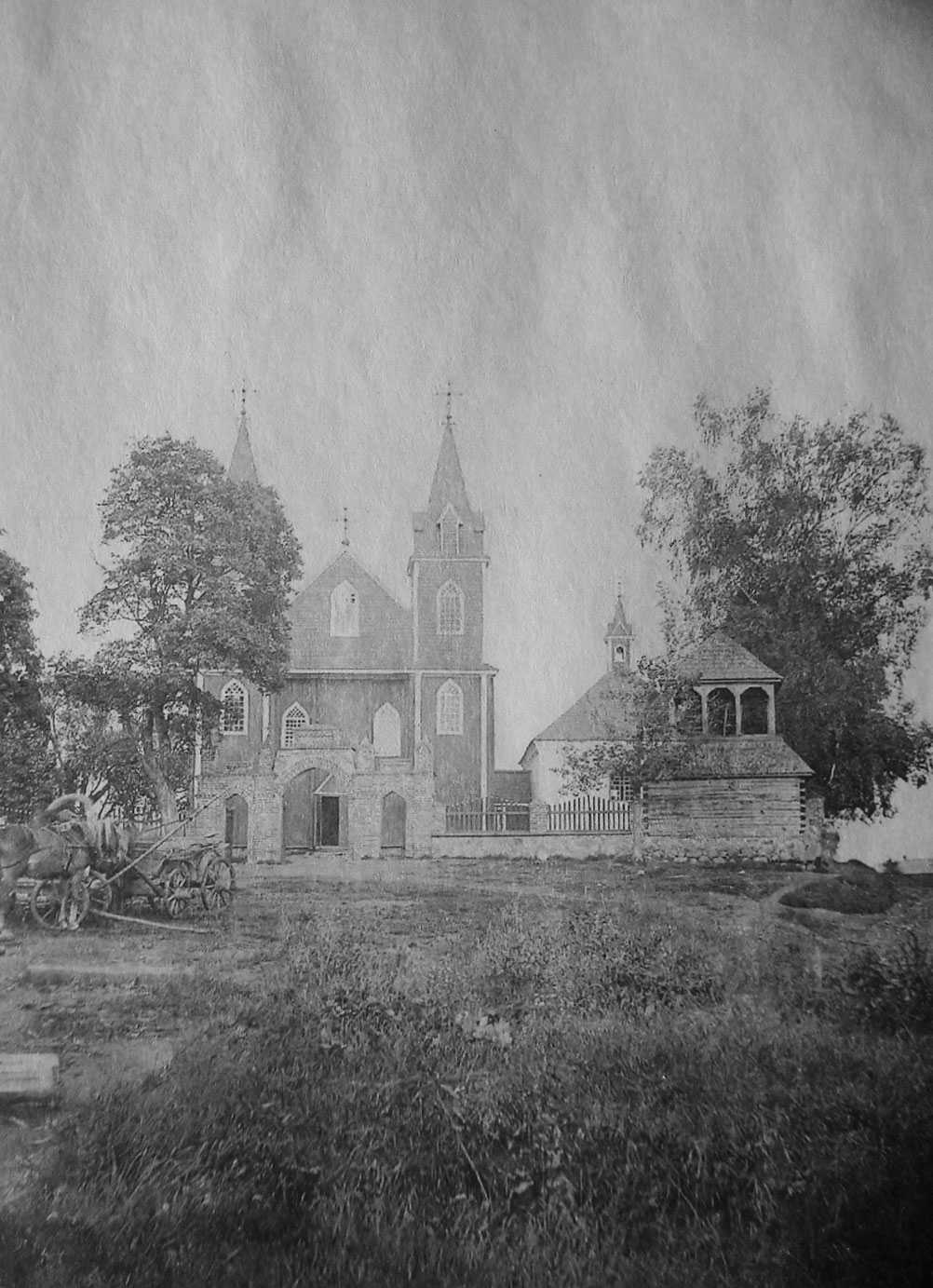
Предшественник современного костёла, фота нач. XX века

В 1446 в Забрезье был основан католический приход и в 1456 построен костёл. В 1654 году во время войны с Московским государством поселение было уничтожено русскими войсками. Костёл был сожжён и восстановлен в 1695 году. Деревянный костёл существовал до 1959 года в Забрезье, после чего был уничтожен. На месте костёла выстроили здание сельсовета.
В 1997 году была начата перестройка здания бывшего магазина под костёл. В 1999 году перестройка была закончена, и в 2000 году костёл был освещён. На колокольне находится один из уцелевших колоколов предыдущего костёла.